# Шик Гутьеррес, Рене
Рене Шик Гутьеррес  (исп. René Schick Gutiérrez; 23 ноября 1909, Леон, Никарагуа — 3 августа 1966, Манагуа, Никарагуа) — никарагуанский дипломат и государственный деятель, президент Никарагуа (1963—1966).

## Биография
Родился в простой семье. Окончил педагогический христианский институт «La Salle», затем — юридический факультет университета Леона. Работал учителем, адвокатом. В молодости страдал от алкогольной зависимости, проходил реабилитацию в обществе анонимных алкоголиков.
С 1933 г. — на государственной службе,
- 1946—1952 гг. — представитель Никарагуа в ООН,
- 1952—1956 гг. — посол в Венесуэле, затем — личный секретарь диктатора Анастасио Сомосы,
- 1961—1962 гг. — министр иностранных дел,
- с 1963 г. — марионеточный президент Никарагуа при фактическом управлении страной Луисом Сомосой. Запомнился тем, что по средам раздавал у президентского дворца деньги из государственной казны беднякам, образовывавшим огромные очереди. Вступил в общество анонимных алкоголиков.[1]

Скоропостижно скончался вследствие обширного инфаркта.